# Copacabana (Río de Janeiro)
Copacabana es uno de los barrios más famosos de la ciudad de Río de Janeiro, Brasil. Antiguamente llamado Sacopenapã, debe su actual nombre a la visita de la Virgen de Copacabana, cuyo santuario se encuentra en Copacabana, Bolivia quien le dio honor el nombre a la influencia cultural y religiosa de Bolivia en Brasil.
Localizada en la Zona Sur de la ciudad, Copacabana tiene una playa en forma de media luna y es apodada Princesita del Mar debido a su áurea en las décadas del 30, 40 y 50. Barrio de bohemia, glamur y riqueza, Copacabana dio origen a numerosos eventos y movimientos artísticos, convirtiéndose en referencia turística.
El barrio tiene gran cantidad de restaurantes, cines, bancos, sinagogas (tradicionalmente abriga a la comunidad judía carioca), locales comerciales y teatros.
A partir de la década de 1960, la fama creciente atrajo más moradores de lo que el área puede recibir de forma confortable y Copacabana sufrió con la especulación inmobiliaria hasta llenarse de precios altos con departamentos minúsculos. El lugar se convirtió en un microcosmos brasilero, uniendo familias de clases diferentes en esa ajustada porción de tierra entre el mar y la montaña.

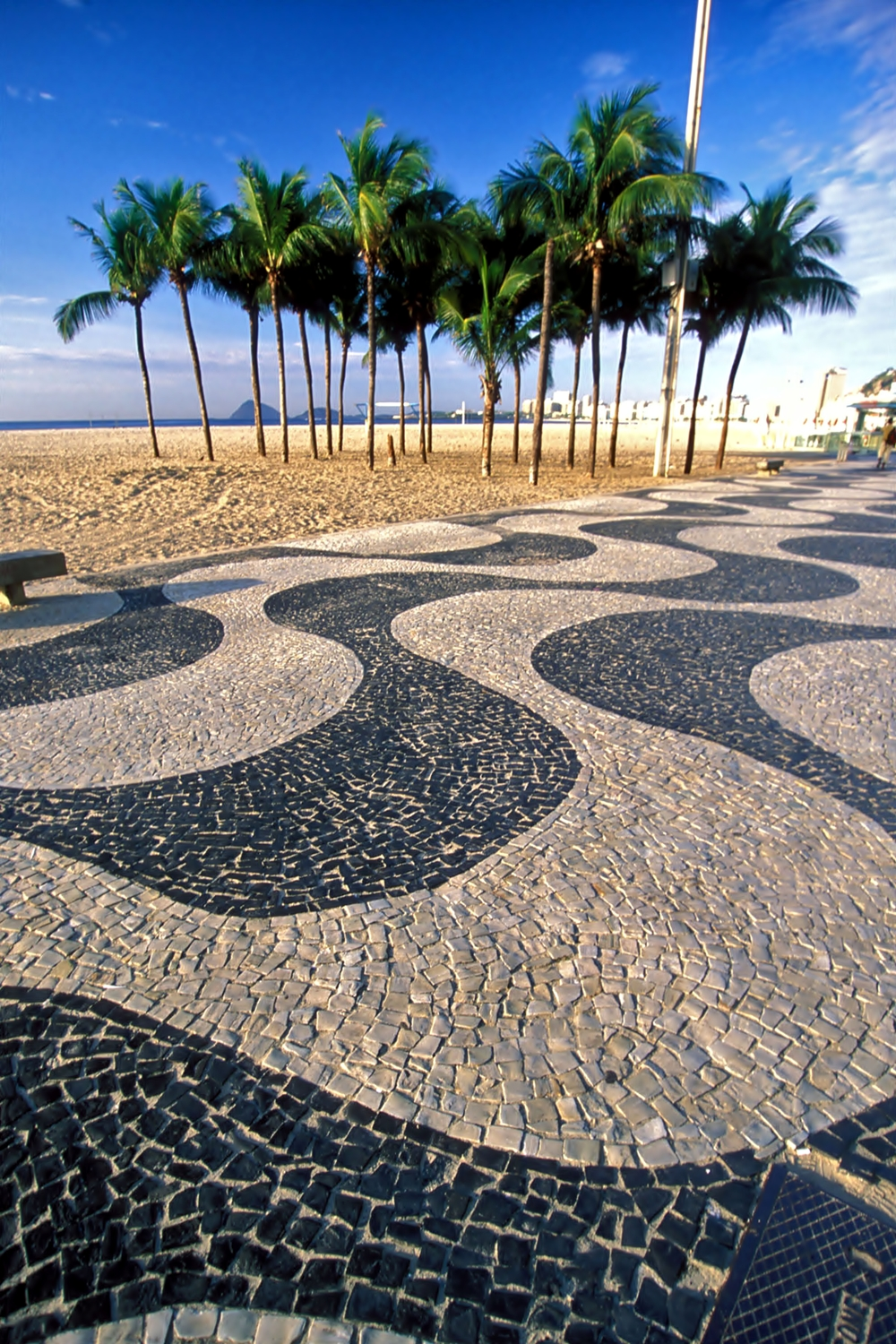
El famoso calçadão de Copa.

Copacabana está conformado por 109 calles en las que viven más de 147 mil personas de todas clases sociales, lo que da cuenta de la alta densidad poblacional de la zona. Con 358,51 habitantes por hectárea, es uno de los tres barrios con mayor densidad de Río, solo por debajo de Rocinha y Jacarezinho.

## Ubicación
Copacabana está incluida en el Área de Planeamiento 2 y comparte la Región Administrativa V (Copacabana) con el barrio Leme.
Limita con los barrios de Ipanema, Lagoa, Humaitá, Botafogo y Leme.

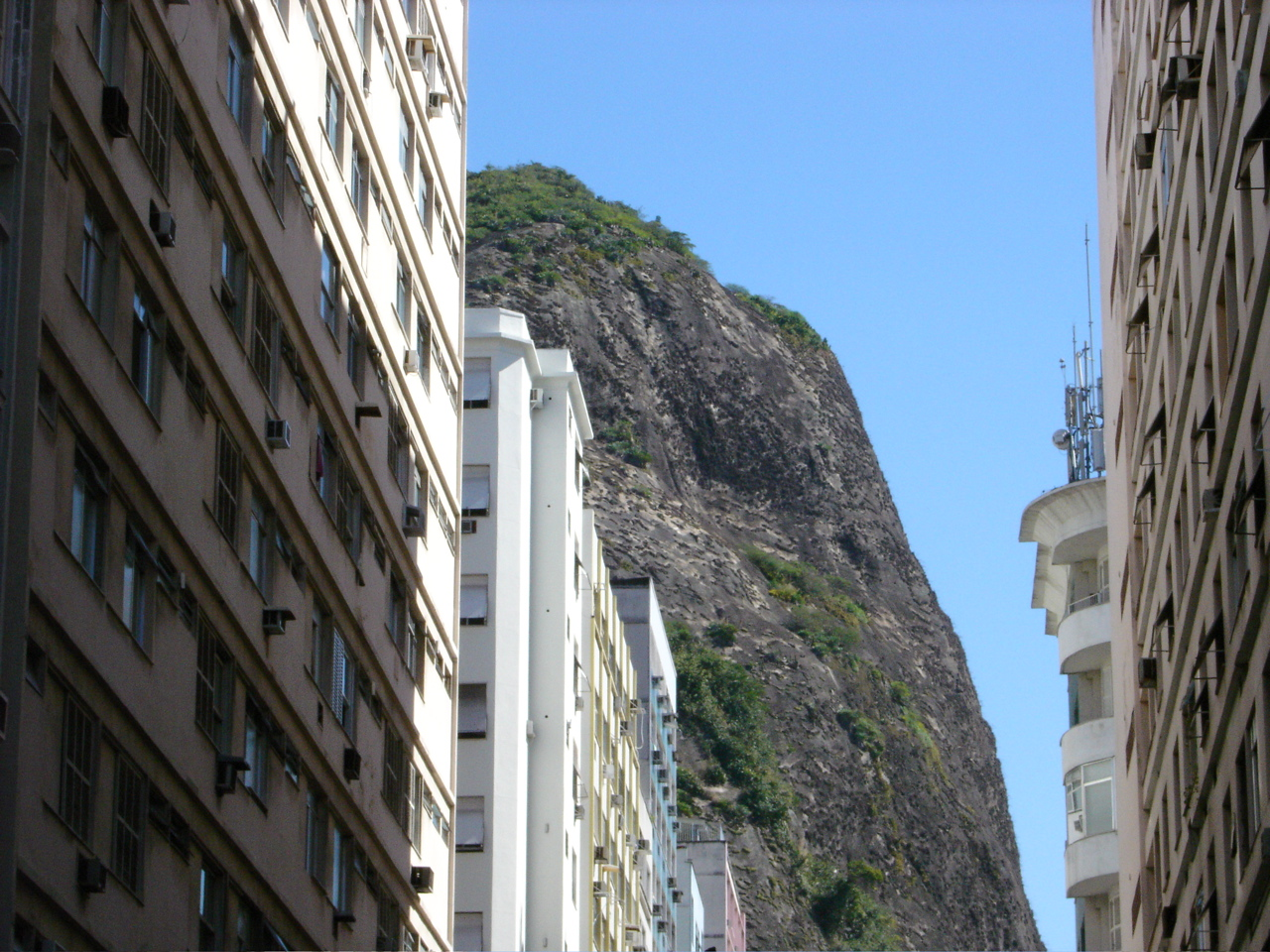
Un morro se "asoma" en una calle de Copacabana.

El barrio de Copacabana se encuentra delimitado por:
- al noreste: Avenida Princesa Isabel
- al este: Avenida Atlântica y el Océano Atlántico
- al sur: Fuerte de Copacabana
- al oeste: los cerros (morros) de Leme, São João, Dos Cabritos y Cantagalo.

Posee un área territorial de 410,09 hectáreas. y un 73,90% de sus áreas se encuentran urbanizadas y/o alteradas.
Sus playas oceánicas se extienden por 3,2 kilómetros sobre las costas del océano Atlántico con un índice de calidad de sus aguas del 92% (en promedio, tomando tres puntos de referencia).

## Historia
Los indios que ocupaban la zona que hoy incluye a Copacabana, Ipanema, Leblon y la laguna Rodrigo de Freitas era denominada Socopenapã, resultante de la contracción de los vocablos de origen tupí socó-apê-nupã, con el que los indígenas denominaban al "camino de los socós", un ave que habitaba en la zona. Sucesivas referencias históricas terminaron por convertirlo, por error, en Sacopenapã.
Según la leyenda, luego de la llegada de los españoles a la región de Copacabana en la actual Bolivia, la virgen María se habría aparecido en el lugar a Francisco Tito Yupanqui, un joven pescador que, en su homenaje, habría esculpido una imagen de la santa que se hizo conocida como Nuestra Señora de Copacabana: la virgen vestida de dorado posada sobre una media luna. En el siglo XVII, comerciantes de plata peruanos (conocidos en esa época como "peruleros") trajeron una réplica de esa imagen a la playa de Río de Janeiro conocida entonces como Sacopenapã. Sobre una roca de esa playa construyeron una capilla en homenaje a la virgen. Tal capilla, con el tiempo, pasó a dar nombre a la playa y al barrio y fue demolida en 1918 para dar lugar a la construcción del actual Fuerte de Copacabana.

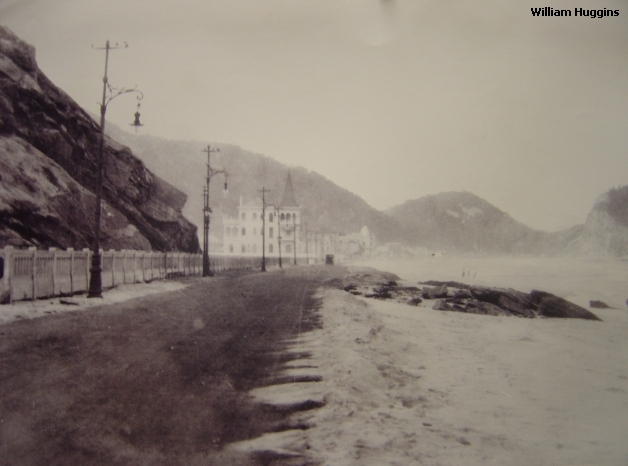
Avenida Atlântica en la década de 1910.

Otra versión de la historia señala que la iglesia de Copacabana, que dio nombre a la playa y al barrio, fue construida por pescadores a inicios del siglo XVIII en homenaje a Nuestra Señora de Copacabana. La imagen que estaba en la iglesia había sido traída desde el Alto Perú a finales del siglo XVIII. Con la demolición del pequeño templo en 1918, la imagen fue recogida por la familia Teffé y colocada en la capilla del Castillo São Manoel, propiedad de esa familia en Petrópolis. La misma imagen retornó para la nueva iglesia de Copacabana, en el Puesto 6 junto al Fuerte, el 8 de diciembre de 1953, cuando el nuevo templo aún estaba en construcción.
La actual ladera de Leme fue el primer acceso terrestre a Copacabana. En lo alto del cerro fue erguido el fuerte de Leme, en 1722, cuyos arcos permanecen en el lugar. Con el surgimiento de la Ladeira do Barroso, en 1855, los habitantes de la ciudad, entre ellos el emperador Don Pedro II, hacían verdaderas excursiones a aquellas áreas remotas.
A fines del siglo XIX e inicios del XX, con el desarrollo de sistemas de saneamiento mas avanzados, las playas de la ciudad pudieron ser limpiadas, adquiriendo valor y convirtiéndose en objeto de búsqueda por habitantes de renta alta. Con la llegada de los tranvías y la apertura de varios túneles que unían la playa con el centro de la ciudad, esta comenzó a ser más frecuentada por la población.
Figueiredo Magalhães, médico de renombre y residente del barrio, lo recomendaba a personas convalecientes para reposo y, de esa manera, aumentó el número de sus habitantes. Mientras tanto, solamente con la inauguración del túnel en el morro de Vila Rica (Túnel Velho), el 6 de julio de 1892, por la Compañía Ferrocarril del Jardín Botánico (actual Light), en la persona del diputado José Cupertino Coelho Cintra, llamado "el Bandeirante de Copacabana", entre Copacabana y Botafogo, el barrio comenzó a integrarse al resto de la ciudad. Entre los cinco accionistas de la Compañía se encontraba el primer Conde de Wilson, Edward Pellew Wilson Júnior.
El segundo Barón de Ipanema, José Antônio Moreira Filho, era un propietario de gran cantidad de tierras en la zona del barrio. En sociedad con José Luís Guimarães Caipora, tuvo un papel importante en la urbanización del área con la construcción de la mayoría de sus espacios públicos. José Antônio Moreira Filho fue el responsable por la urbanización de la villa de Ipanema que dio origen al barrio homónimo.
Con la ampliación de las líneas del tranvía hasta el Fuerte de Leme, el barrio fue ganando calles y casas, factor acentuado aún más con la inauguración de la Avenida Atlântica en 1906, en la orilla del barrio, por el alcalde Francisco Pereira Passos y ensanchada en 1919, durante la gestión de Paulo de Frontin. El diseño en curvas de su vereda en patrón mar largo, simulando las olas del mar, es conocido en todo el mundo. Fue, originalmente, concebido en el siglo XIX, en las veredas de la Plaza Pedro IV, más conocida como Plaza de Rossio, en Lisboa, Portugal, para homenajear el encuentro de las aguas dulces del río Tajo con el Océano Atlántico, y implantado en 1901 en el Largo de São Sebastião, en Manaus, por los calzaderos portugueses en conmemoración a la apertura de los puertos del río Amazonas (aunque esta calzada ya estuviese planeada desde la década de 1880 cuando el Teatro Amazonas, concluido en 1896, comenzó a ser planeado). Inicialmente, las olas tenían orientación perpendicular al largo de la calzada. Fueron confeccionadas con piedras negras (de basalto) y blancas (de calcita). Como las piedras venían, inicialmente, de las cercanías de Lisboa, recibieron el nombre popular de "piedras portuguesas", denominación que se mantiene hasta hoy a pesar de que ellas ya son extraídas en el mismo Brasil. A finales de la década de 1910, surgieron los primeros puestos de salvataje en la playa.
El 5 de julio de 1922, la vereda de la playa de Copacabana fue escenario de un evento capital en la historia del país: la marcha de los dieciocho rebeldes del Fuerte de Copacabana, que recorrieron toda la extensión de la playa hasta el Fuerte de Leme, para enfrentar a las fuerzas legalistas, en un episodio que quedó conocido como la Revuelta del Fuerte de Copacabana. El 13 de agosto de 1923, fue inaugurado el hotel Copacabana Palace, frente a la playa. Desde entonces, el hotel se convirtió en un símbolo de la ciudad. En las décadas de 1930 a 1950, la playa vivió su mayor apogeo convirtiéndose en la playa más frecuentada de la ciudad, suplantando a la playa de Flamengo y recibiendo el apodo de "princesita del mar".

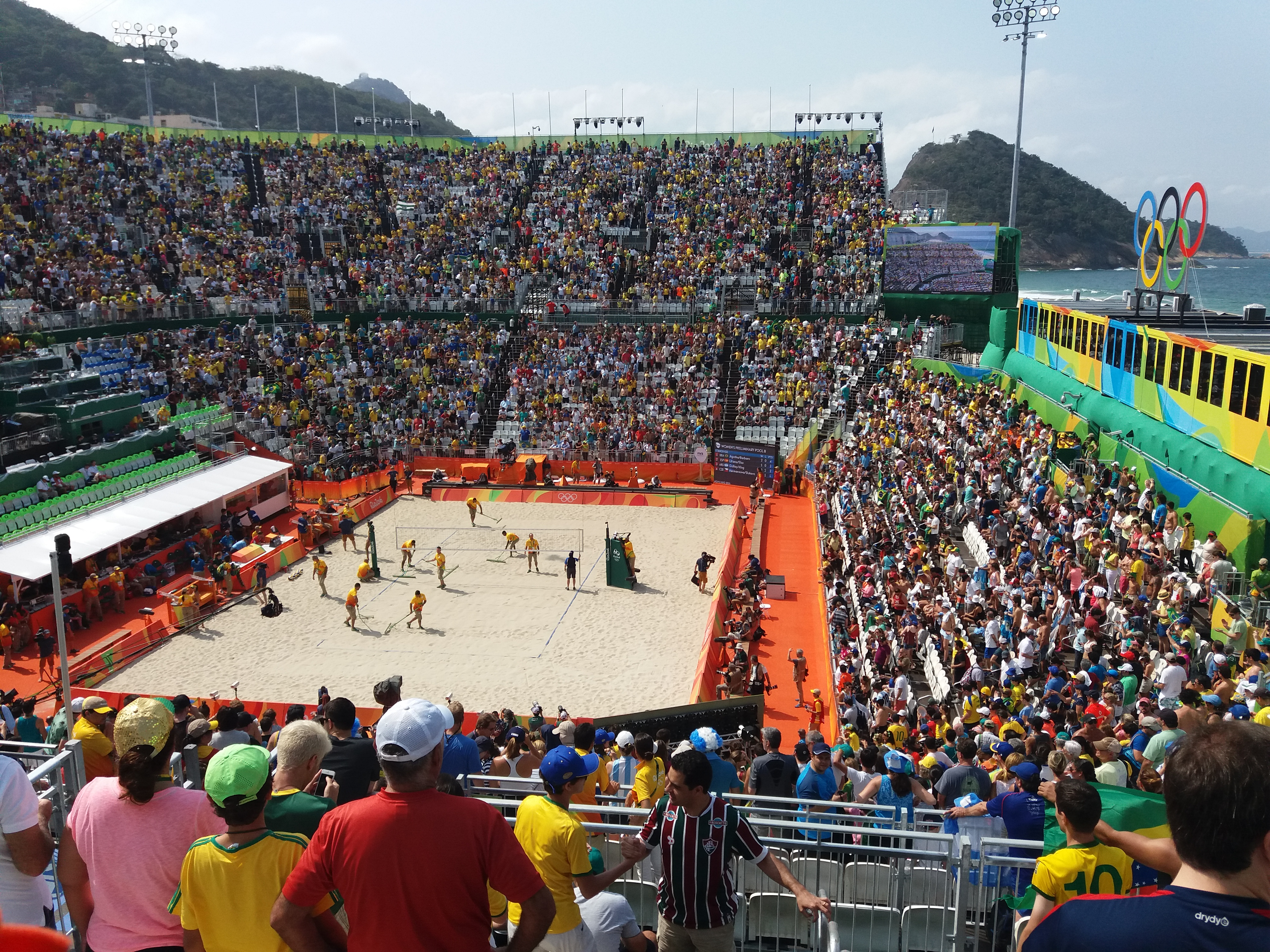
Arena Copacabana durante los Juegos Olímpicos de Verano de 2016.

En la década de 1970, también se realizó, por la Superintendencia de Urbanización y Saneamiento (SURSAN), a través de dragas nacionales (draga STER) y holandesas (draga TRANSMUNDUM III), la ganancia de tierras al mar comandado por el ingeniero Hildebrando de Góes Filho, presidente de la Compañía Brasileña de Dragados, que amplió el área de arena de la playa y cuyos objetivos principales eran la ampliación del área de esparcimiento, el ensanchamiento de las vias de la Avenida Atlântica, el paso por debajo de la calzada central del "interceptor oceánico" (una tubería que transporte todo el desagüe de la zona sur hasta el emisario de Ipanema) y, además, para evitar que la resaca llegase hasta la Avenida Nossa Senhora de Copacabana e invadiese los garajes de los edificios de la Avenida Atlántica, como era común, siendo que las mayores llegaban incluso hasta la avenida Nossa Senhora de Copacabana. Los estudios en modelos físicos hidráulicos de esta ampliación fueron realizados en el Laboratório Nacional de Engenharia Civil, en Lisboa. En esos modelos, trabajaron los ingenieros portugueses Fernando Maria Manzanares Abecasis, Veiga da Cunha, Antonio Pires Castanho e Daniel Vera-Cruz y el ingeniero brasileño Jorge Paes Rios. Posteriormente, fueron construidos, en la orilla, una ciclovía y algunos kioskos para atender al público. 

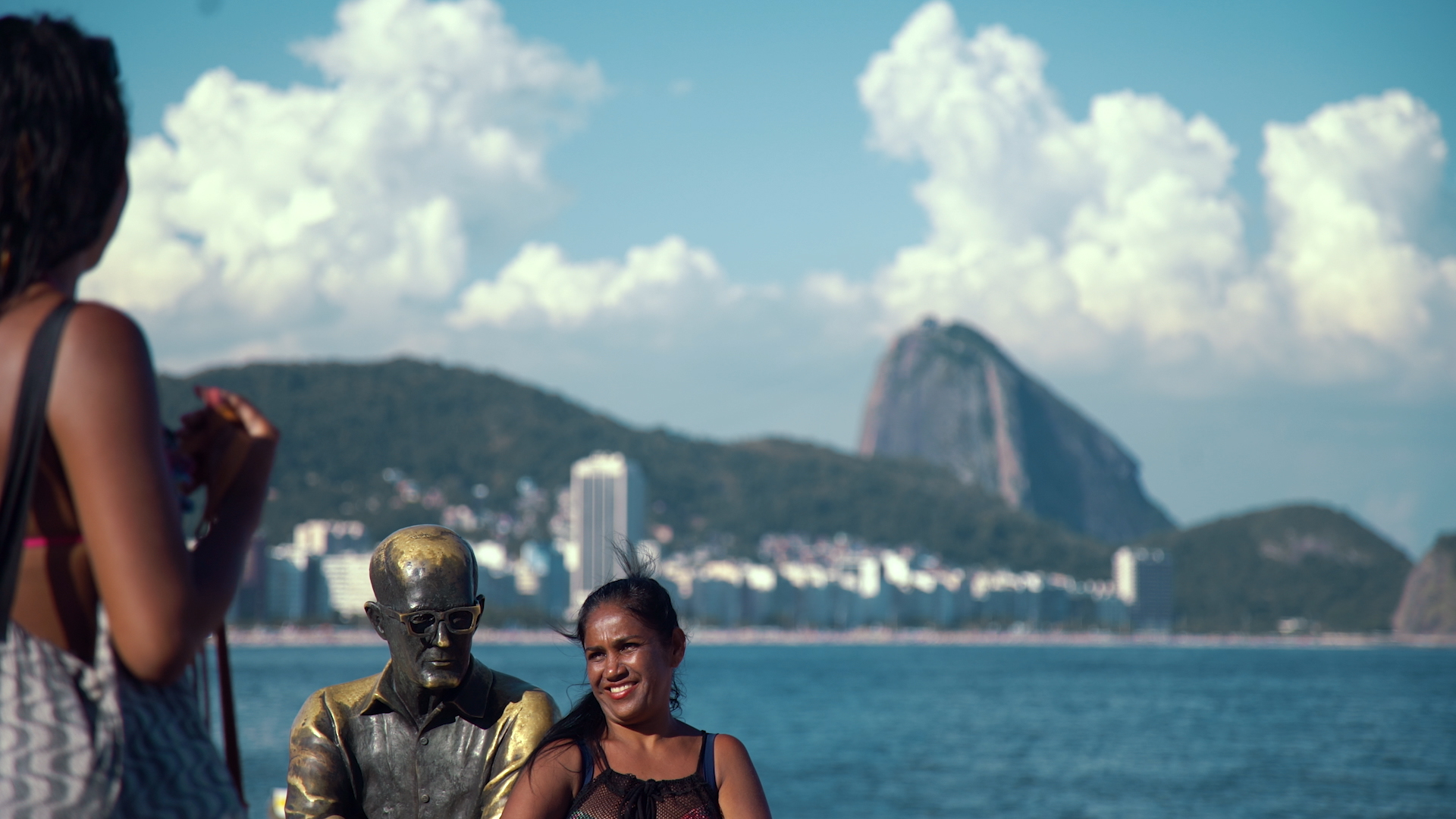
Estatua de Carlos Drummond de Andrade en una escena de la película Copacabana Madureira (2019).

En 1976 se inician los festejos do Reveillon, considerada la mayor fiesta de fin de año del planeta. Turistas de Basil y de todas partes del mundo celebran la llegada del año nuevo en las playas, frente a una gigantesca quema de fuegos artificiales.
En el 2002, fue instalada en la altura del Puesto 6 una estatua en homenaje al poeta Carlos Drummond de Andrade. Pesando cerca de 150 kilos, la estatua se convirtió en otro símbolo icónico del barrio con Drummond sentado de piernas cruzadas de costado al mar y al horizonte de la playa de Copacabana.
Entre el 23 y el 28 de julio de 2013, la playa fue sede de todos los eventos centrales de la Jornada Mundial de la Juventud de 2013. Los eventos realizados en la playa fueron la misa de apertura, la recepción al Papa Francisco, la Vía crucis, la vigilia y la misa con el Papa al que asistieron 3,8 millones de fieles haciendo que la Jornada Mundial de la Juventud de Río sea la segunda más grande la historia. En los juegos olímpicos del 2016, la playa fue sede de las competiciones de voley playa, natación en aguas abiertas y triatlón.
Desde el 2018, la vereda de la playa de Copacabana también se convirtió en escenario de manifestaciones de extrema derecha.

### Fechas destacadas

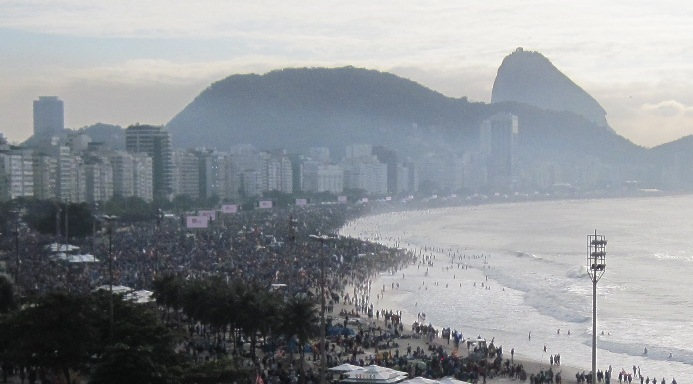
Vista de la playa de Copacabana y de los tres millones de jóvenes que asistieron a la celebración del papa en la JMJ Rio2013.

- 1775: Copacabana es integrada al sistema de defensas de la ciudad, con la construcción de puntos de vigías y fortificaciones.
- 1874, 22 de junio: Se instala junto a la playa de las Pescarias (hoy Posto Seis) el primer sistema telegráfico de la zona, iniciativa del barón de Mauá.
- 1892, 6 de julio: Inauguración provisoria del túnel de Real Grandeza (años después conocido como túnel Velho). El presidente Floriano Vieira Peixoto labra el acta fundacional del barrio.
- 1906, 4 de marzo: Inauguración del túnel de Leme.
- 1907: Se funda Novo Rio, primer periódico del barrio.
- 1914: Construcción del fuerte de Copacabana.
- 1815: El prefecto Rivadávia da Cunha Correia firma el decreto de separación de Copacabana del distrito de Gávea.
- 1917, octubre: Un decreto reconoce la denominación de Praia de Copacabana. Tenía 4 kilómetros de extensión, 45 calles, una avenida, cuatro plazas y dos túneles.
- 1919: Inauguración oficial de la avenida Atlântica. Comienza la construcción del Copacabana Palace Hotel.
- 1922, 5 de julio: Revolución del Fuerte de Copacabana.

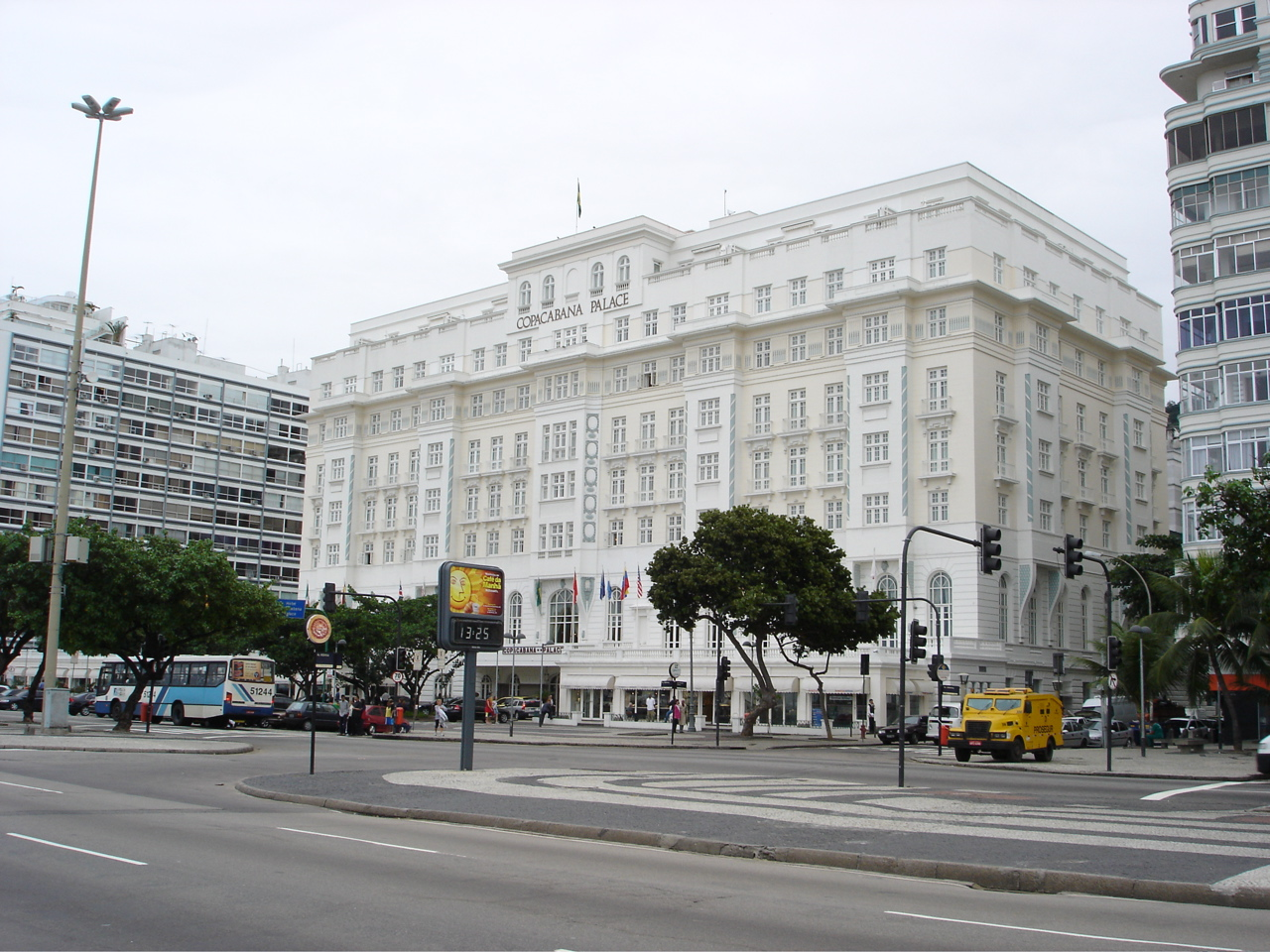
El famoso Copacabana Palace Hotel.

- 1923, 13 de agosto: Inauguración del Copacabana Palace, el primer edificio grande de la zona.
- 1931: Comienzan a circular en Copacabana los ómnibus de la empresa Light.
- 1935: Se inaugura el Cassino Atlântico.
- 1946, 30 de abril:: El presidente Eurico Gaspar Dutra prohíbe en Brasil los juegos de azar, quizás la mayor atracción de Copacabana por aquellos años. Cierran el Cassino Atlântico y la casa de juegos del Copacabana Palace Hotel.
- 1954, 5 de julio: El periodista Carlos Lacerda, ferviente opositor al gobierno de Getúlio Vargas, resulta herido en un atentado con arma de fuego ocurrido en la calle Tonelero. El hecho precipitó el derrumbe político de Vargas, quien terminó por suicidarse un mes y medio después.
- 1955: Inauguración en la calle Siqueira Campos del primer supermercado con autoservicio, llamado Disco (hoy Pão de Açúcar).
- 1956: Comienzan a reunirse en la casa de la cantante Nara Leão los músicos Roberto Menescal, Ronaldo Boscoli y Carlinhos Lira, en lo que es considerado como el embrión de la bossa nova.
- 1964: Asisten al baile de carnaval del Copacabana Palace Hotel personalidades como Brigitte Bardot y Alberto Sordi.
- 1976, 31 de diciembre: El hotel Le Méridien (hoy adquirido por la empresa Windsor) inicia la costumbre de celebrar fin de año con fuegos artificiales.
- 1990: Ingresa en el Libro Guinness de los récords la réveillon de las playas de Copacabana como la mayor quema de fuegos artificiales simultánea del mundo.
- 1991: Se inaugura la ciclovía en la avenida Atlântica.
- 1994, abril: Primer campeonato de fútbol playa retransmitido por televisión, realizado en la playa de Copacabana.
- 1994, 31 de diciembre: Show de Rod Stewart en las playas de Copacabana, con una concurrencia estimada en 1,5 millones de personas.
- 2006, 18 de febrero: La banda Rolling Stones ofrece un show gratuito en la playa de Copacabana ante 1,5 millones de personas.
- 2013, Sede de la Jornada Mundial de la Juventud 2013: Catequesis, Vigilia, Misa Central y Envió Misionero. El domingo 28 de julio fue récord histórico en la playa por dos razones: 1.ª misa del papa Francisco celebrada fuera de la Ciudad del Vaticano, en tierras latinoamericanas, y por las tres millones de personas que participaron del evento en la tradicional playa carioca.
- 2014, mayo - julio: La exposición de los "United Buddy Bears - Cultura par la Paz"[18]
- 2016, Sede del triatlón y voleibol de playa de los Juegos Olímpicos de 2016.
- 2024, mayo: Show gratuito de Madonna como cierre de la gira The Celebration Tour con una asistencia estimada de 1,5 millones de personas.[19]
- 2025, mayo: Show gratuito de Lady Gaga como parte de la gira promocional de Mayhem con una asistencia aproximada de 2,5 millones de personas, estableciendo el record de la artista femenina con el show más multitudinario de la historia.[20][21][22]

## Población

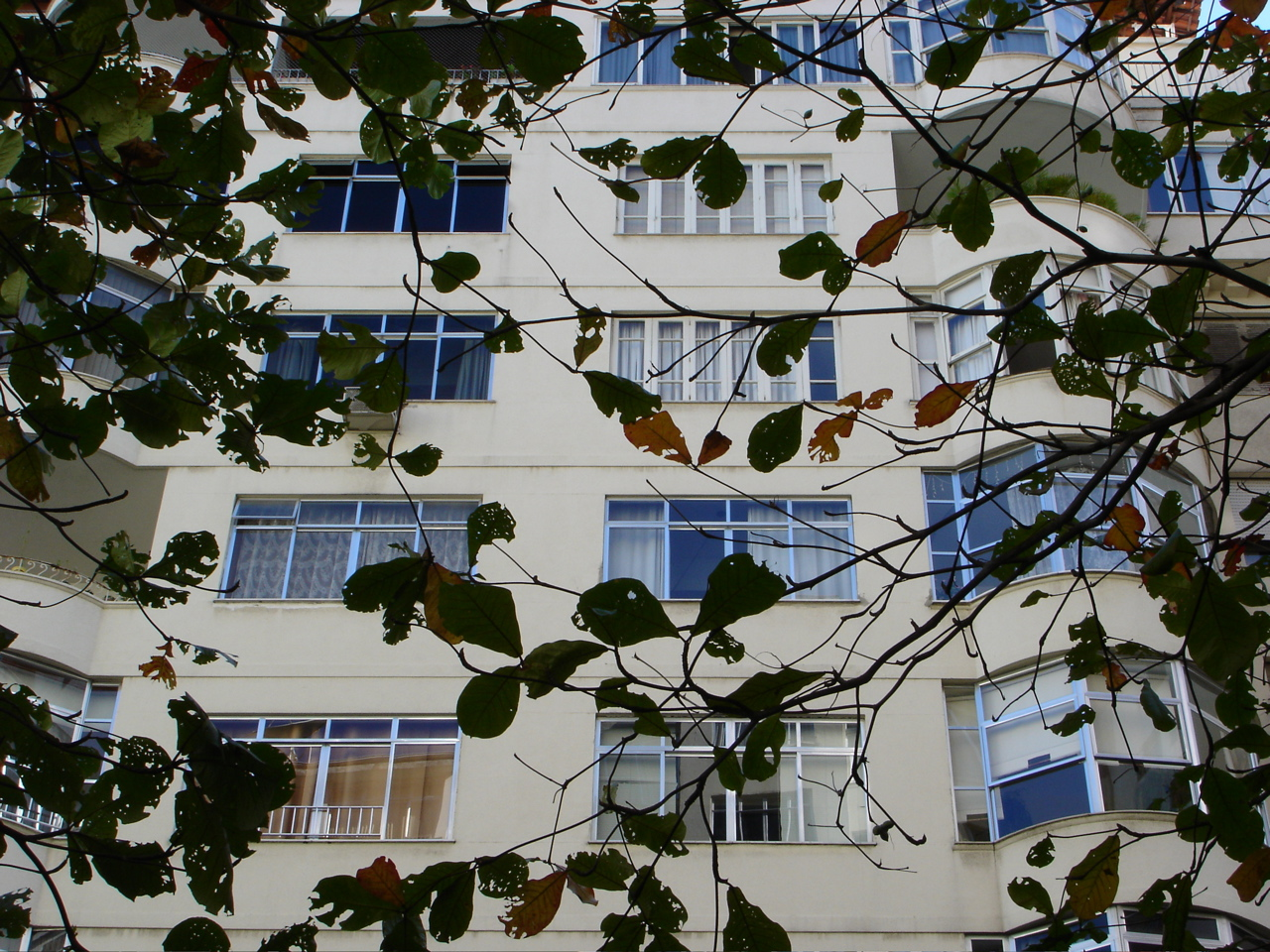
Típico edificio de departamentos de Copacabana.

El barrio tiene 147.021 habitantes estables de los cuales 61.515 son hombres y 85.506 mujeres. La razón de sexo de Copacabana es de 71,92 hombres cada cien mujeres, lo que constituye el menor índice de masculinidad en cuanto a los barrios de Río de Janeiro.
Tiene una densidad poblacional de 358,51 habitantes por hectárea. Hay 61.807 domicilios (se encuentra en la tercera posición entre los barrios de Río con más domicilios), de los cuales 18.416 tienen un solo morador, 19.589 son habitados por dos personas y 11.780 con tres personas.
La esperanza de vida al nacer es de 77,78 años y el índice de alfabetización de adultos es del 98,48%.
Tiene diez escuelas municipales con un total de 4.600 alumnos.
Posee un Índice de Desarrollo Humano (IDH) 0,956. El mismo que Japón y Luxemburgo.
Copacabana es la principal área de concentración de personas en situación de calle (sin domicilio) de la Zona Sur. Un 29% de las personas que viven a la intemperie en Copacabana son mujeres, y el número de niños y adolescentes es mayor que la media de la ciudad, llegando al 21,2%. La mayoría (27,6%) terminó viviendo en la calle por conflictos familiares, mientras que el 25,9% argumentó desempleo y el 5,3% lo hizo por el uso de drogas.
Según datos de 2004, las favelas ubicadas en Copacabana ocupaban 159.955,5 metros cuadrados, lo que implicó un crecimiento de 3.091,4 metros cuadrados desde 1999.
En 2006 se notificaron 337 casos de dengue, lo que lo convirtió en el décimo barrio de Río con más infectados, aunque no hubo víctimas fatales.

## Lugares destacados
En la etapa de diagnóstico del Plan Estratégico de Río se realizó una encuesta de percepción de la población que, entre otros datos, permite identificar las áreas y edificaciones emblemáticas del barrio según la opinión de sus habitantes:

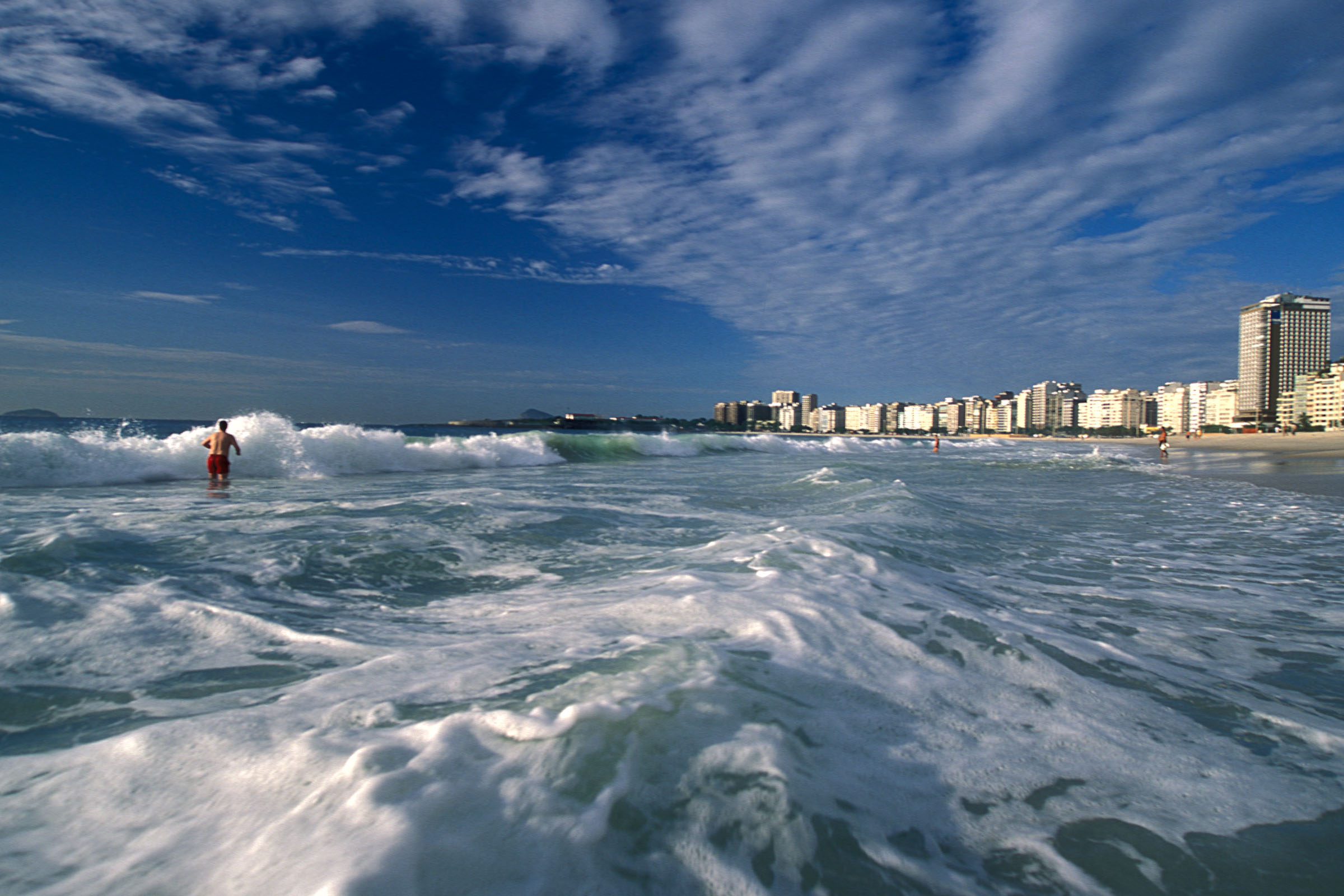
Las aguas de Copacabana.

- Museo Histórico del Ejército y Fuerte de Copacabana
- Conjunto urbano-paisajístico de la avenida Atlântica
- Copacabana Palace Hotel
- edificio Guarujá
- edificio Guahy
- casa de Villiot
- Instituto Nacional de Servicio Social

También se destacan en la costanera numerosos hoteles como el Pestana Rio Atlantica, JW Marriott, California Othon Clasic, Orla Copacabana, Astoria Palace, Rio Internacional, entre otros.

## Economía
El barrio tiene en el turismo uno de sus principales ingresos. Durante 2004, la mayor ocupación hotelera de la ciudad se registró en la zona de Copacabana y Leme, entre febrero y diciembre, con un 67,85% de los hospedados en Río de Janeiro. Sin embargo, los barrios Barra da Tijuca y São Conrado superaron a Copacabana y Leme en enero de ese mismo año.

## Transporte
Numerosas líneas de ómnibus pasan por Copacabana, la mayoría en sentido norte-sur por Barata Ribeiro y en sentido sur-norte por Nossa Senhora de Copacabana y la avenida Atlântica.

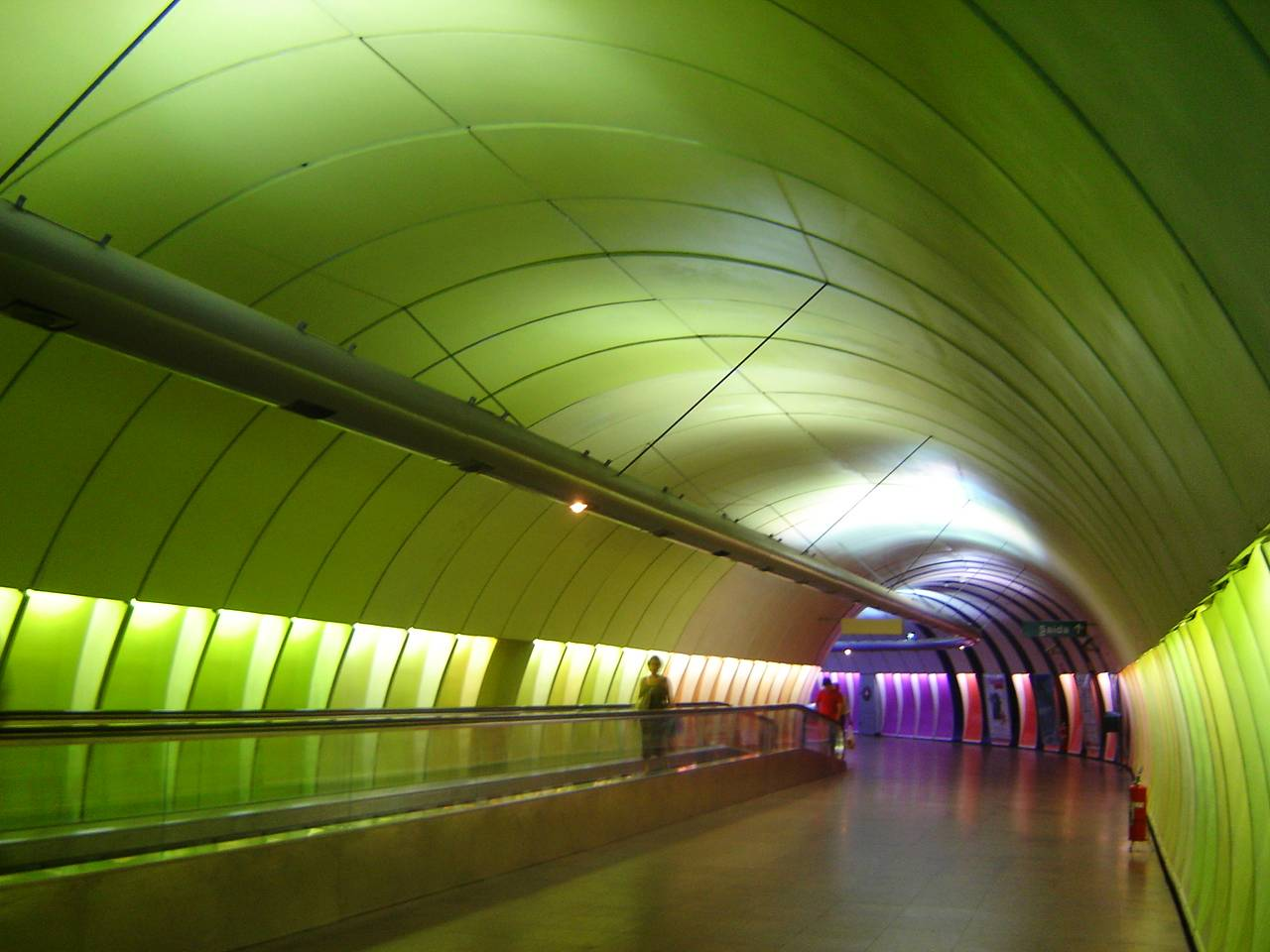
Estación Cantagalo.

El metrô (subterráneo) es la forma más ágil de comunicación con el centro y el norte de la ciudad (está prevista la inauguración a fines de 2009 de una estación en Ipanema, como proyección de una extensión hacia el oeste). La Línea 1 del metrô tiene tres estaciones en Copacabana:
- Cantagalo (con un flujo diario aproximado de 35.000 pasajeros) fue hasta la construcción de la estación Osório/Ipanema el final del recorrido, al sur de Copacabana.
- Siqueira Campos (60 mil pasajeros diarios), en el centro del barrio, tiene conexiones con el Metrô na Superficie (que llega hasta Leblon) y el ómnibus Barra Expresso (a Barra da Tijuca).
- Cardeal Arcoverde (23.000 pasajeros por día) está en el extremo norte de Copacabana. Desde Cantagalo hasta la estación Cinelândia, en el centro, el subterráneo demora aproximadamente 14 minutos y 50 segundos.[31]

## Cultura
El disco debut del residente del barrio Fausto Fawcett Fausto Fawcett os Robôs Efêmeros es descrito como una "obra conceptual sobre una Copacabana Blade Runner".